# Bahnstrecke Winsum–Zoutkamp
| |                      |                           |                           |
| Streckenlänge: | 18,4 km              |                           |                           |
| Spurweite: | 1435 mm (Normalspur) |                           |                           |
| |                      |                           |                           |
| \| \| \| von Sauwerd \| \| \| \| 0,0 \| Winsum \| Winsum \| \| \| \| Winsumerdiep \| \| \| \| 1,7 \| nach Roodeschool \| nach Roodeschool \| \| \| \| Kanaal Baflo-Mensingeweer \| \| \| \| 6,2 \| Eenrum \| Eenrum \| \| \| \| Hoornse vaart \| \| \| \| 9,0 \| Wehe-Den Hoorn \| Wehe-Den Hoorn \| \| \| \| Hoornse vaart \| \| \| \| 12,3 \| Leens \| Leens \| \| \| 13,7 \| Breweelsterweg \| Breweelsterweg \| \| \| 15,5 \| Ulrum \| Ulrum \| \| \| 18,4 \| Zoutkamp \| Zoutkamp \| |                      |                           |                           |
| Strecke |                      | von Sauwerd               | von Sauwerd               |
| Bahnhof | 0,0                  | Winsum                    | Winsum                    |
| Brücke über Wasserlauf |                      | Winsumerdiep              | Winsumerdiep              |
| Abzweig ehemals geradeaus und nach rechts | 1,7                  | nach Roodeschool          | nach Roodeschool          |
| Brücke über Wasserlauf (Strecke außer Betrieb) |                      | Kanaal Baflo-Mensingeweer | Kanaal Baflo-Mensingeweer |
| Bahnhof (Strecke außer Betrieb) | 6,2                  | Eenrum                    | Eenrum                    |
| Brücke über Wasserlauf (Strecke außer Betrieb) |                      | Hoornse vaart             | Hoornse vaart             |
| Bahnhof (Strecke außer Betrieb) | 9,0                  | Wehe-Den Hoorn            | Wehe-Den Hoorn            |
| Brücke über Wasserlauf (Strecke außer Betrieb) |                      | Hoornse vaart             | Hoornse vaart             |
| Bahnhof (Strecke außer Betrieb) | 12,3                 | Leens                     | Leens                     |
| Haltepunkt / Haltestelle (Strecke außer Betrieb) | 13,7                 | Breweelsterweg            | Breweelsterweg            |
| Bahnhof (Strecke außer Betrieb) | 15,5                 | Ulrum                     | Ulrum                     |
| Kopfbahnhof Streckenende (Strecke außer Betrieb) | 18,4                 | Zoutkamp                  | Zoutkamp                  |

Die Bahnstrecke Winsum–Zoutkam, auch Marnelijn genannt, war eine Eisenbahnverbindung zwischen Winsum und Zoutkamp in den Niederlanden. Die Linie wurde 1922 eröffnet und 1942 geschlossen und demontiert.

## Geschichte
Die Bahnstrecke Groningen–Delfzijl über Sauwerd, eröffnet im Jahr 1884, ist die älteste Bahnstrecke der Provinz Groningen. Als Zweigstrecke wurde bis 1893 die Bahnstrecke Sauwerd–Roodeschool mit Anschluss an den Bahnhof Winsum errichtet. Zur gleichen Zeit wurde auch eine Lizenz für den Bau der Strecke von Winsum nach Zoutkamp erteilt, welche aber nicht realisiert wurde. Auch spätere Planungen, wozu auch eine eigene Gesellschaft (NV Spoorwegen Hunsingo) gegründet wurde, führten nicht zum Bau. Die anliegenden Gemeinden waren zwar bereit eigene Mittel in die Hand zu nehmen, aber ohne die Beteiligung der Regierung erschien es ihnen zu riskant.
Die Planungen wurden später durch die am 9. Juli 1887 ins Leben gerufene Gesellschaft  Groninger Lokaalspoorweg-Maatschappij (GLS) übernommen, welche bereits die Bahnstrecke zwischen Sauwerd und Roodeschool betrieben. Diese Übernahme führte dann auch zum Bau der Eisenbahn. Die Kosten beliefen sich auf drei Millionen Gulden, einschließlich der drei kleinen Brücken. Weil sie die Ortschaften des alten friesischen Gaus Marne, Bestandteil des alten Landstrichs Hunsingo, miteinander verband hatte sie den Beinamen Marnelijn (Marnelinie). Siehe auch die heutige Verbandsgemeinde De Marne.

## Streckenverlauf
Die Strecke zweigte einen Kilometer nördlich von Winsum von der Strecke nach Roodeschool ab und führte von dort in Richtung Eenrum, bog leicht ab nach Süden in Richtung Wehe-den Hoorn und dann westwärts Richtung Leens und Ulrum. Von Ulrum erfolgte ein letzter Bogen nach Zoutkamp. Alle aufgeführten Orte hatten jeweils einen Bahnhof. Zwischen Leens und Ulrum gab es zusätzlich noch die Haltestation Breweelsterweg. Die Gesamtlänge der Bahnstrecke betrug 18,7 Kilometer.

## Ende und Abbruch
Aus wirtschaftlichen Gründen wurde 1938 der Personenverkehr eingestellt und durch vier Buslinien des 1938 ins Leben gerufenen Verkehrsverbundes Marnedienst, mit Sitz in Zoutkamp, ersetzt. Der zunehmende Auto- und Busverkehr auf immer besseren Straßen war letztlich für die Unrentabilität der Strecke mit verantwortlich. Am 16. Oktober 1940 verunglückte bei dem Weiler Ranum, nördlich von Winsum gelegen, ein Bus mit Teilnehmern einer Arbeitsbeschaffungsmaßnahme („Dienst Uitvoering Werken“, D.U.W.), die auf dem Weg zum Polderbau waren. Der Bus kollidierte mit einem Zug und 13 Menschen verloren ihr Leben.
Zu Beginn des Zweiten Weltkriegs fuhren für einige Zeit noch einmal Personenzüge auf der Strecke. Die Bahnstrecke wurde aber dann am 26. Oktober 1942 durch die deutschen Besatzer endgültig geschlossen und zwei Monate später für die Verwendung an der Ostfront demontiert.
Nach dem Krieg beschloss man aufgrund der Unrentabilität der Strecke diese nicht wieder aufzubauen.

## Überreste

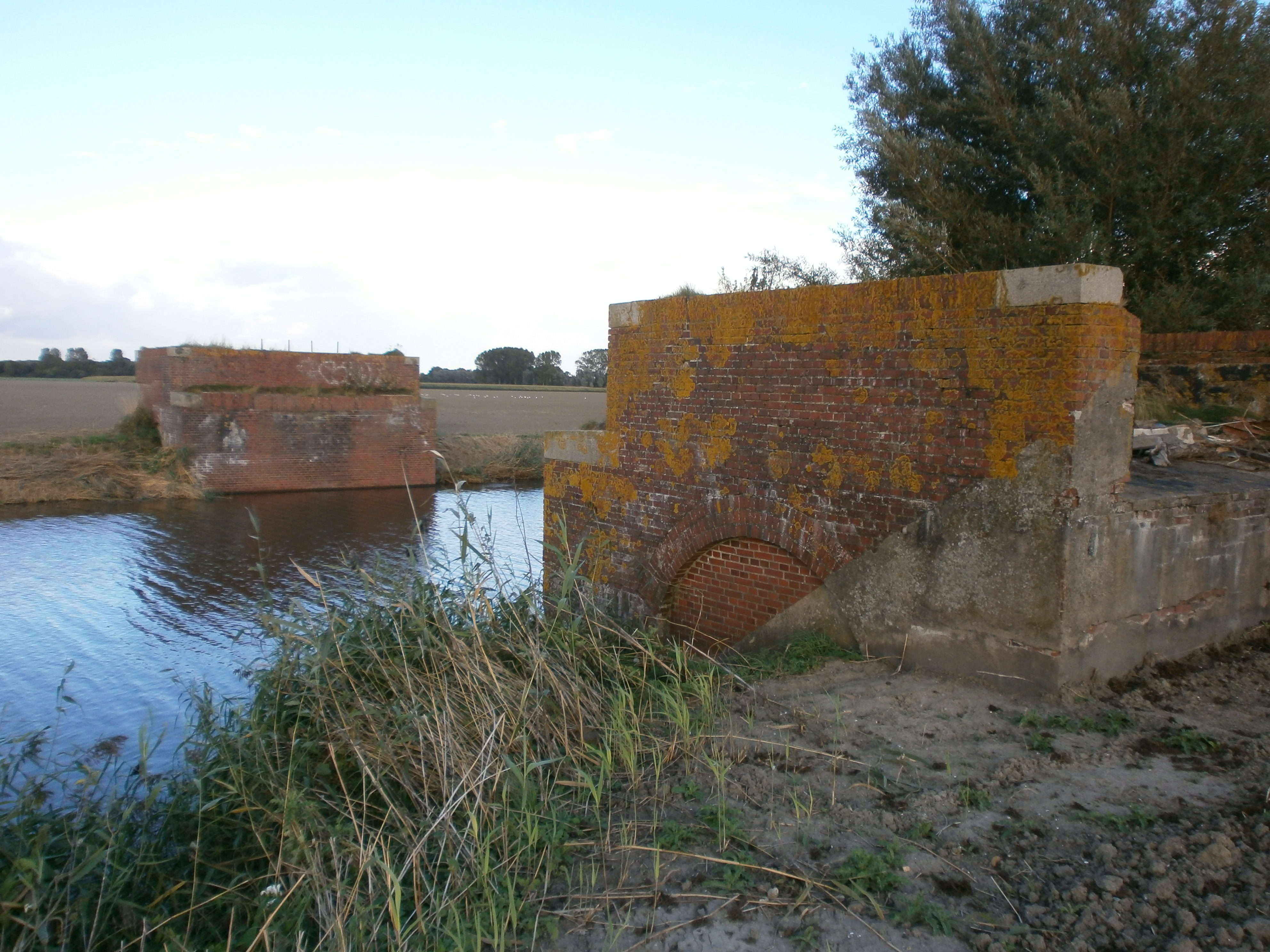
Brückenköpfe der Brücke über die Hoornse Vaart zwischen Wehe-den Hoorn und Eenrum

Die Trasse der Bahnstrecke kann man heute noch zurückverfolgen. Auf dem Abschnitt zwischen  Abelstokstertil und Ulrum führt der Provinciale weg N361. Zwischen Abelstoksterstil und dem Anschluss an die Strecke nach Roodeschool existieren noch einige gemauerte Brückenköpfe.
Die Bahnhofsgebäude in Leens und Ulrum sind erhalten geblieben. Das Bahnhofsgebäude in Zoutkamp existiert ebenfalls noch, ist aber nach einem Brand im Jahr 1975 vollständig zu einer Luxusimmobilie umgebaut worden, und sein ursprünglicher Zweck nicht mehr zu erkennen.